# Masdevallia selenites
Masdevallia selenites är en orkidéart som beskrevs av Willibald Königer. Masdevallia selenites ingår i släktet Masdevallia och familjen orkidéer.
Artens utbredningsområde är Peru. Inga underarter finns listade i Catalogue of Life.